# ラスベガス・コンベンション・センター
ラスベガス・コンベンション・センター（Las Vegas Convention Center、LVCC）は、アメリカ合衆国ネバダ州ラスベガス所在のコンベンション・センター。ラスベガス観光局が管理・運営している。

## 概要
世界最大級のコンベンションセンターである。屋内スペースの総面積は、320万平方フィート。16の展示ホール（194万平方フィート）および144の会議室を有する。
主な開催行事としては、毎年1月に行われるコンシューマー・エレクトロニクス・ショー（CES）、毎年4月のNAB展などがある。かつては、毎年11月にCOMDEXが開催されていた。
また、ボクシング興行にも使われたことがあり、モハメド・アリが1975年5月16日にロン・ライル（ アメリカ合衆国）との防衛戦を行っている（結果はアリの11RTKO勝ち）。

## アクセス
- ラスベガスモノレール「ラスベガス・コンベンション・センター駅」下車